# Aspen Comics
Aspen Comics är ett mindre superhjälteförlag grundat 2003 av Michael Turner. Förlaget ger bland annat ut serierna Fathom, Soulfire och Ekos.